# Witold Ostrowski
Witold Tadeusz Ostrowski (ur. 15 czerwca 1875 w Berlinie, zm. 14 sierpnia 1942 w Krakowie) – polski działacz społeczny i organizator przemysłu.

## Życiorys
Syn rzeźbiarza Kazimierza Witolda Ostrowskiego, brat Stanisława Kazimierza. Dzieciństwo spędził w Warszawie i Tarnopolu. Ukończył C. K. Gimnazjum w Brzeżanach. Studiował prawo na Uniwersytecie Lwowskim.
Pracował jako urzędnik w Tarnopolu, następnie w starostwie w Stanisławowie, skąd został na polecenie Ministerstwa Handlu przeniesiony do Krakowa.
W latach studiów zaangażował się w działalność Towarzystwa Szkoły Ludowej, w Krakowie założył 45 szkół przemysłowych, popierał rzemiosło i drobny przemysł. W 1906 został członkiem Zarządu Głównego Towarzystwa Szkoły Ludowej, w 1909 jego prezesem w oddziale krakowskim, a w 1927 prezesem Zarządu Głównego Towarzystwa Szkoły Ludowej. Współredagował „Nową Reformę”, której w 1928 został także współwłaścicielem.
W 1914 został radnym miasta Krakowa. W okresie I wojny światowej bardzo angażował się w powstanie i pomoc Legionom. Referent Zarządu Organizacji Powiatowych Departamentu Organizacyjnego Sekcji Zachodniej Naczelnego Komitetu Narodowego w 1914 roku. W 1918 był inicjatorem budowy pomnika w kwaterze legionowej na cmentarzu Rakowickim i członkiem Polskiej Komisji Likwidacyjnej.
Po I wojnie światowej znalazł zatrudnienie w Urzędzie Wojewódzkim w Krakowie na stanowisku Naczelnika Wydziału Przemysłowego. Z Urzędu Wojewódzkiego, wobec niemożliwości porozumienia się komisarza Zdzisława Wawrauscha z urzędującymi wiceprezydentami Krakowa i po jego ustąpieniu został mianowany 19 lipca 1925 zarządcą komisarycznym Krakowa. Na tym stanowisku przepracował rok, po reaktywowaniu rozwiązanej Rady Miasta Krakowa złożył urząd w dniu 2 czerwca 1926.

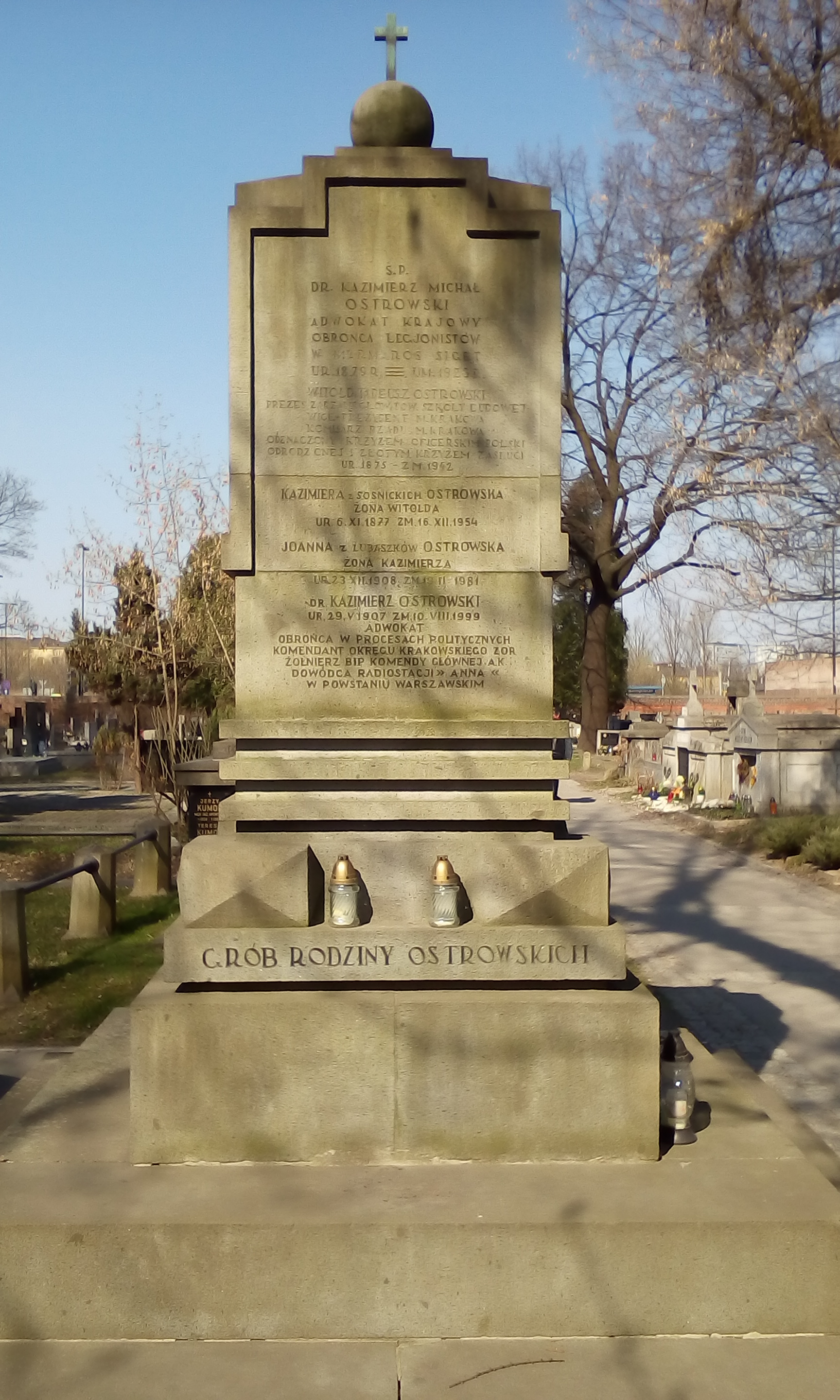
Grobowiec Ostrowskich

W nowej radzie miejskiej w dniu 28 września 1926 został wybrany jednym z wiceprezydentów miasta, na tym stanowisku pozostał do emerytury, do 1934. Zaangażowany był w utworzenie Muzeum Etnograficznego, popierał plany stworzenia skansenu budownictwa ludowego w Lasku Wolskim, do czego ostatecznie jednak nie doszło. Założyciel Unii Narodowo-Państwowej w 1922. W maju 1931 został wyróżniony godnością członka honorowego Towarzystwo Szkoły Ludowej.
Z małżeństwa z Kazimierą z Sośnickich (1877–1954) miał dwóch synów: Kazimierza – adwokata, oficera Komendy Głównej AK i Witolda Macieja (1911–1966) – inżyniera rolnika.
Po wybuchu II wojny światowej wyjechał z Krakowa do Lwowa, w lutym 1940 powrócił pod Wawel i dość długo ukrywał się w obawie przed aresztowaniem.
Zmarł śmiercią naturalną, pochowany został na cmentarzu Rakowickim w Krakowie (kwatera PAS 67-płn-po lewej Rokitny).

## Ordery i odznaczenia
- Krzyż Oficerski Orderu Odrodzenia Polski (30 kwietnia 1925)[5]
- Krzyż Legionowy